# Демидов, Константин Петрович
Константин Петрович Демидов (15.06.1910 — 22.07.1979) — разведчик 28-й отдельной разведывательной роты (24-я гвардейская стрелковая дивизия, 39-я армия, 3-й Белорусский фронт) гвардии ефрейтор, участник Великой Отечественной войны, кавалер ордена Славы трёх степеней.

## Биография
Родился 15 июня 1910 года в селе Верхняя Орлянка, (ныне Сергиевского района Самарской области) в семье рабочего. Русский. Окончил два класса, освоил профессию печника. В 1933—1936 годах служил срочную службу в РККА, в строительном батальоне. Вернувшись домой, трудился печником.
В июле 1941 года был вновь призван в армию Сергиевским райвоенкоматом. В боях Великой Отечественной войны с декабря 1941 года. Воевал на Калининском, 1-м Прибалтийском и 3-м Белорусском фронтах. К осени 1944 года гвардии ефрейтор Демидов сражался разведчиком 28-й отдельной роты связи 24-й гвардейской стрелковой дивизии. Был трижды ранен, всегда возвращался в строй.
В это время дивизия вела бои в районе литовского города Шяуляй. В начале сентября 1944 года перешла в наступление на юго-запад и продвинувшись на 15—20 километров, вышла на реку Дубисса. В этих боях разведчик Демидов заслужил первую боевую награду. 5 сентября 1944 года у деревни Тирелки (11 км западнее города Шяуляй, Литва) гвардии ефрейтор Демидов увлекая за собой товарищей, первым ворвался во вражескую траншею и поразил огнём из автомата, гранатами около 10 гитлеровцев. Приказом по частям 24-й гвардейской стрелковой дивизии № 62/н от 16 сентября 1944 года гвардии ефрейтор Демидов Константин Петрович награждён орденом Славы 3-й степени.
19 октября 1944 года в 8 км северо-западнее города Тильзит гвардии ефрейтор Демидов огнём из своего автомата вывел из строя 12 вражеских солдат и офицеров, обеспечив продвижение стрелковых подразделений. Был представлен к награждению орденом Красной Звезды. Приказом по войскам 2-й гвардейской армии (№ 130/н) от 26 ноября 1944 года гвардии ефрейтор Демидов Константин Петрович награждён орденом Славы 2-й степени.
В период 2-6 февраля 1945 года в боях западнее города Кёнигсберг (Восточная Пруссия, ныне город Калининград) гвардии ефрейтор Демидов огнём из автомата уничтожил более 15 гитлеровцев, пленил унтер-офицера, участвовал в захвате аэродрома, на котором были вражеские самолёты. За эти бои был представлен к награждению орденом Славы 1-й степени.
6 апреля начался штурм Кёнигсберга. 10 апреля 1945 года в бою за деревню Гросс-Хайдекруген (ныне — посёлок Взморье Калининградской области) под огнём противника ворвался в дом, превращённый в опорный пункт, огнём из автомата и гранатами уничтожил 8 гитлеровцев, а 6 взял в плен. За этот бой награждён орденом Красной Звезды.
Указом Президиума Верховного Совета СССР от 19 апреля 1945 года за образцовое выполнение боевых заданий командования на фронте борьбы с немецкими захватчиками и проявленные при этом доблесть и мужество гвардии ефрейтор Демидов Константин Петрович награждён орденом Славы 1-й степени. Стал полным кавалером ордена Славы.
В августе 1945 года был демобилизован. Некоторое время жил в деревне Деберка ныне Выгоничского района Брянской области. Затем несколько лет жил и работал в городе Архангельск, валил лес. В 1962 году вернулся на родину. Работал плотником в совхозе, клал печи. Жил в селе Черновка Сергиевского района. Трагически погиб (утонул в реке) 22 июля 1979 года. Похоронен в селе Черновка.

## Награды
- Орден Красной Звезды (29.04.1945)[4][2]
- Орден Славы 1-й степени (19 апреля 1945)[5][2]
- Орден Славы 2-й степени (26 сентября 1944)[6][2]
- Орден Славы 3-й степени (19 сентября 1944)[7][2]
- Медаль «В ознаменование 100-летия со дня рождения Владимира Ильича Ленина» (6 апреля 1970)
- Медаль «За победу над Германией в Великой Отечественной войне 1941—1945 гг.» (9 мая 1945[8])
- Юбилейная медаль «Двадцать лет Победы в Великой Отечественной войне 1941—1945 гг.» (7 мая 1965[9])
- Юбилейная медаль «Тридцать лет Победы в Великой Отечественной войне 1941—1945 гг.»[10]
- Медаль «За взятие Кёнигсберга» (9 июня 1945[11])
- Медаль «Ветеран труда»
- Медаль «30 лет Советской Армии и Флота»[12]
- Юбилейная медаль «40 лет Вооружённых Сил СССР»[13]
- Юбилейная медаль «50 лет Вооружённых Сил СССР» (26 декабря 1967[14])
- Юбилейная медаль «60 лет Вооружённых Сил СССР» (28 января 1978[15])
- Знак «25 лет победы в Великой Отечественной войне» (1970)
- ряд медалей

## Память
В селе Черновка его именем названы улица и средняя школа.